# Roy Edward Campbell

Bischofswappen von Roy Edward Campbell

Roy Edward Campbell (* 19. November 1947 in Pomonkey, Maryland, USA) ist ein US-amerikanischer Geistlicher und Weihbischof in Washington.

## Leben
Roy Edward Campbell empfing am 26. Mai 2007 das Sakrament der Priesterweihe.
Papst Franziskus ernannte ihn am 8. März 2017 zum Titularbischof von Ucres und zum Weihbischof in Washington. Der Erzbischof von Washington, Donald Kardinal Wuerl, spendete ihm am 21. April desselben Jahres die Bischofsweihe. Mitkonsekratoren waren der Bischof von Memphis, Martin David Holley, und Weihbischof Barry Christopher Knestout.